# باشگاه فوتبال النجمه (بحرین)
باشگاه النجمه (به عربی: نادی النجمة) یک باشگاه فوتبال در شهر منامه و در کشور بحرین می‌باشد که در لیگ برتر فوتبال بحرین بازی می‌کند.
این باشگاه در سال ۱۹۴۳ تأسیس شده است.
النجمه سابقهٔ دو قهرمانی در جام پادشاه بحرین و دو قهرمانی در سوپر جام فوتبال کویت را در کارنامهٔ خود دارد.
همچنین این باشگاه یک بار و در سال ۲۰۰۸ میلادی در مرحله گروهی مسابقات فوتبال ای‌اف‌سی کاپ حضور داشته است.